# Bengázi tartomány
Bengázi tartomány (arabul شعبية بنغازي [Šaʿbiyyat Binġāzī]) Líbia huszonkét tartományának egyike. A történelmi Kirenaika régióban, az ország északkeleti részén fekszik: északon a Földközi-tenger, keleten el-Mardzs tartomány, délen el-Váhát tartomány, nyugaton pedig a Földközi-tengerhez tartozó Szidrai-öböl határolja. Székhelye Bengázi városa. Lakossága a 2006-os népszámlálás adatai szerint 670 797 fő.

## Fordítás
Ez a szócikk részben vagy egészben  a   Libyen#Verwaltungsgliederung című német Wikipédia-szócikk ezen változatának fordításán alapul.  Az eredeti cikk szerkesztőit annak laptörténete sorolja fel. Ez a jelzés csupán a megfogalmazás eredetét és a szerzői jogokat jelzi, nem szolgál a cikkben szereplő információk forrásmegjelöléseként.